# DDR-Rundfahrt 1950
Die DDR-Rundfahrt 1950, apostrophiert als „1. Deutsche Friedensfahrt“, war ein Etappenrennen im Straßenradsport, das zum zweiten Mal landesweit auf dem Gebiet der DDR ausgetragen wurde. Es fand vom 2. bis 13. August statt und wurde von dem Thüringer Bernhard Trefflich gewonnen. In der Mannschaftswertung setzte sich das Team Sachsen I durch.

## Teilnehmer
Es gingen 72 Fahrer an den Start, die in zwölf Mannschaften zusammengefasst waren. Die Mannschaften waren aus Aktiven der fünf DDR-Länder, aus Ost-Berlin und einer sogenannten „Gemischten Mannschaft“ zusammengestellt worden. Folgende Mannschaften nahmen an der Rundfahrt teil:
- Berlin I, II und III
- Brandenburg
- Mecklenburg
- Sachsen I, II und III
- Sachsen-Anhalt I und II
- Thüringen
- Gemischte Mannschaft

## Streckenverlauf
Die Rundfahrtstrecke hatte eine Länge von 1.825 Kilometern, war in zehn Etappen unterteilt und führte durch alle fünf DDR-Länder. Start und Ziel waren in Ost-Berlin. Zwischen Leipzig und Zittau mussten vier Bergetappen bewältigt werden. Der längste Tagesabschnitt mit 216 Kilometern lag zwischen Erfurt und Gera. Auf der insgesamt 167 Kilometer langen Etappe von Chemnitz nach Zittau wurden die ersten 70 Kilometer als Einzelzeitfahren ausgetragen.

## Rennverlauf
Vorjahressieger Max Bartoskiewicz (Ostzonen-Rundfahrt 1949) konnte nach einer Sturzverletzung nicht antreten. Lange Zeit war die Rundfahrt ein Zweikampf zwischen dem Berliner Rudi Kirchhoff und dem Thüringer Bernhard Trefflich, die bereits die erste Etappe auf den Plätzen eins und zwei beendeten. Mitfavorit Horst Gaede musste das Rennen bereits auf der 1. Etappe nach Magenkrämpfen aufgeben. Drei Etappen lang trug Kirchhoff das Gelbe Trikot des Gesamtführenden, ehe sich auf der Etappe von Magdeburg nach Leipzig das Blatt wendete. Ein Reifenschaden warf Kirchhoff weit zurück, sodass er in Leipzig sechs Minuten auf den bisherigen Gesamtzweiten Trefflich verloren hatte. Endgültig aus der Spitzengruppe verabschiedete sich Kirchhoff auf der Bergetappe von Erfurt nach Gera, wo ihn zunächst ein Schwächeanfall und danach ein Rahmenbruch weit zurückwarf. Schärfster Konkurrent Trefflichs war nun Lothar Meister I. Obwohl Trefflich kein Etappensieg mehr gelang, konnte er das Gelbe Trikot bis Ost-Berlin verteidigen und gewann schließlich die Rundfahrt mit einem Vorsprung von knapp 33 Minuten vor Meister I. Im Kampf um die Blauen Trikots der Mannschaftswertung siegte Sachsen I mit den Fahrern Otto Busse, Rudi Fensl, Helmuth Lohse, Lothar Meister I, Rudi Pietzsch und Werner Weber mit einem Vorsprung von 26 Minuten vor der zweiten Berliner Mannschaft. Im Laufe der Rundfahrt schieden 23 Fahrer aus. Darunter waren vier Vertreter Mecklenburgs, sodass dieses Team aus der Mannschaftswertung herausfiel. Der Sieger fuhr das Rennen mit einer Durchschnittsgeschwindigkeit von 33,71 km/h.
| Etappe | Start – Ziel           | Länge (km) | Sieger           | Mannschaft        | Zeit (h) | km/h |
| ------ | ---------------------- | ---------- | ---------------- | ----------------- | -------- | ---- |
| 1      | Ost-Berlin – Stralsund | 258        | Rudi Kirchhoff   | Berlin II         | 7:11:41  | 35,8 |
| 2      | Stralsund – Schwerin   | 162        | Paul Dinter      | Brandenburg       | 5:03:22  | 32,0 |
| 3      | Schwerin – Magdeburg   | 214        | Werner Weber     | Sachsen I         | 6:44:30  | 31,7 |
| 4      | Magdeburg – Leipzig    | 156        | Lothar Meister I | Sachsen I         | 4:21:05  | 35,9 |
| 5      | Leipzig – Erfurt       | 187        | Bruno Zieger     | Thüringen         | 5:25:50  | 34,2 |
| 6      | Erfurt – Gera          | 216        | Werner Weber     | Sachsen I         | 6:13:17  | 34,6 |
| 7      | Gera – Chemnitz        | 141        | Erich Schulz     | Berlin            | 4:11:08  | 33,6 |
| 8      | Chemnitz – Zittau      | 167        | Paul Dinter      | Brandenburg       | 4:28:48  | 37,1 |
| 9      | Zittau – Forst         | 118        | Heinz Sippli     | Berlin I          | 3:37:16  | 32,4 |
| 10     | Forst – Ost-Berlin     | 206        | Horst Franke     | Sachsen-Anhalt II | 6:02:05  | 34,0 |

## Endergebnisse
|     | Fahrer             | Mannschaft        | Zeit (h) |
| --- | ------------------ | ----------------- | -------- |
| 01. | Bernhard Trefflich | Thüringen         | 54:06:42 |
| 02. | Lothar Meister I   | Sachsen I         | 54:39:39 |
| 03. | Erich Schulz       | Berlin II         | 54:41:22 |
| 04. | Paul Dinter        | Brandenburg       | 54:42:08 |
| 05. | Rudi Fensl         | Sachsen I         | 54:47:52 |
| 06. | Horst Schellhammer | Berlin I          | 55:04:24 |
| 07. | Edgar Schatz       | Sachsen-Anhalt II | 55:07:04 |
| 08. | Berndt             | Gem. Mannschaft   | 55:10:26 |
| 09. | Werner Gräbner     | Berlin II         | 55:14:21 |
| 10. | Rudi Kirchhoff     | Berlin II         | 55:15:20 |
| 0 … |                    |                   |          |
| 49. | Helmut Royek       | Berlin II         | 59:20:33 |

|     | Mannschaft                 | Zeit (h)  |
| --- | -------------------------- | --------- |
| 01. | Sachsen I                  | 164:44:59 |
| 02. | Berlin II                  | 165:11:03 |
| 03. | Thüringen                  | 166:21:45 |
| 04. | Sachsen-Anhalt II          | 168:06:13 |
| 05. | Berlin I                   | 168:27:42 |
| 06. | Gem. Mannschaft            | 168:38:13 |
| 07. | Brandenburg                | 169:53:13 |
| 08. | Berlin III                 | 169:58:09 |
| 09. | Sachsen II                 | 170:23:13 |
| 10. | Sachsen-Anhalt I           | 170:45:44 |
| 11. | Sachsen III                | 170:56:35 |
|     | ausgeschieden: Mecklenburg |           |